# Cinocílio
Um cinocílio (kinocilium) é um tipo especial de cílio que se situa no ápice das células cíliadas ou pilosas situadas no epitélio sensorial do ouvido interno dos vertebrados, tanto no epitélio que informa sobre o equilíbrio do aparato vestibular adulto como no epitélio auditivo coclear (apenas na morfogénese nos humanos, uma vez que depois o cinocílio perde-se).

## Anatomia nos humanos
Os cinocílios encontram-se na superfície apical das células ciliadas do ouvido e estão envolvidas tanto na morfogénese do feixe ciliado destas células como na mecanotransdução. As vibrações (tanto causadas pelo movimento como por ondas sonoras) provocam o deslocamento do feixe ciliado, tendo como resultado a despolarização ou hiperpolarização da célula ciliada. A despolarização das células ciliadas nos dois casos causa a transduções de sinais por intermédio da libertação de neurotransmissores.

### Função do feixe ciliado na morfogénese
Cada célula ciliada possui um só cinocílio microtubular. Antes da morfogénese do feixe ciliado ou piloso, o cinocílio encontra-se no centro da superfície apical da célula ciliada rodeado por 20 a 300 microvilosidades. Durante a morfogénese do feixe ciliado, o cinocílio desloca-se para a periferia da célula determinando a orientação do feixe ciliado. À medida que o cinocílio de movimenta, as microvilosidades que o rodeiam começam a alongar-se e a formar estereocílios de actina. Em muitos mamíferos o cinocílio sofre regressão uma vez que o feixe ciliado amadureceu. Por exemplo, as células ciliadas cocleares humanas adultas têm muitos pêlos (estereocílios ou microvilosidades) mas perderam já o seu cinocílio, embora conservam a raiz cíliar com centríolo. A flexão destes estereocílios ao serem deslocados conectando com a membrana tectória é fundamental para a audição.

### Aparato vestibular
Os cinocílios estão presentes na crista ampular das condutas semicirculares do ouvido e nas máculas sensitivas do utrículo e sáculo. As máculas estão cobertas por uma camada de gelatina e de otólitos, e as cristas ampulares por uma cúpula gelatinosa móbil. O cinocílio é o cílio mais comprido situado na célula ciliada ou pilosa rodeado por dezenas de esterocílios (microvilosidades). Durante o movimento do corpo, a célula ciliada é despolarizada quando os estereocílios se deslocam para o cinocílio. A despolarizaçãoo da célula ciliada provoca a libertação de um neurotransmissor e faz com que haja um aumento da frequência de disparo de impulsos no nervo cranial VIII (estato-acústico). Quando os esterocílios se inclinam separando-se do cinocílio, a célula ciliada é hiperpolarizada, diminuindo a quantidade de neurotransmissores liberados, diminuindo a frequência do envio de impulsos do nervo cranial VIII.

## Anatomia em peixes e rãs
Os peixes e anfíbios possuem cinocílios nas células ciliadas do seu ouvido e linha lateral. A superfície apical duma célula ciliada sensorial de peixe geralmente apresenta numerosos estereocílios e apenas um cinocílio muito maior. Diferentemente dos mamíferos, o cinocílio não sofre regressão e permanece como parte do feixe ciliado depois do amadurecimento das células ciliadas. A flexão dos estereocílios em direção ao ou afastando-se do cinocílio causa um aumento ou diminuição na taxa de disparo de impulsos do neurónio sensorial que inerva as células ciliadas na sua superfície basal.
As células ciliadas das linhas laterais de peixes e algumas rãs são utilizadas para detectar os movimentos da água em volta dos seus corpos. Estas células ciliadas estão incrustadas numa protrusão gelatinosa chamada cúpula. As células ciliadas não podem ser vistas na superfície da pele, uma vez que encontram-se dentro das estruturas sensoriais da linha lateral.